# XXV della campagna romana
I XXV della campagna romana furono un sodalizio di artisti italiani attivo fra il 1904 e il 1930, quando il gruppo fu sciolto dal regime fascista.

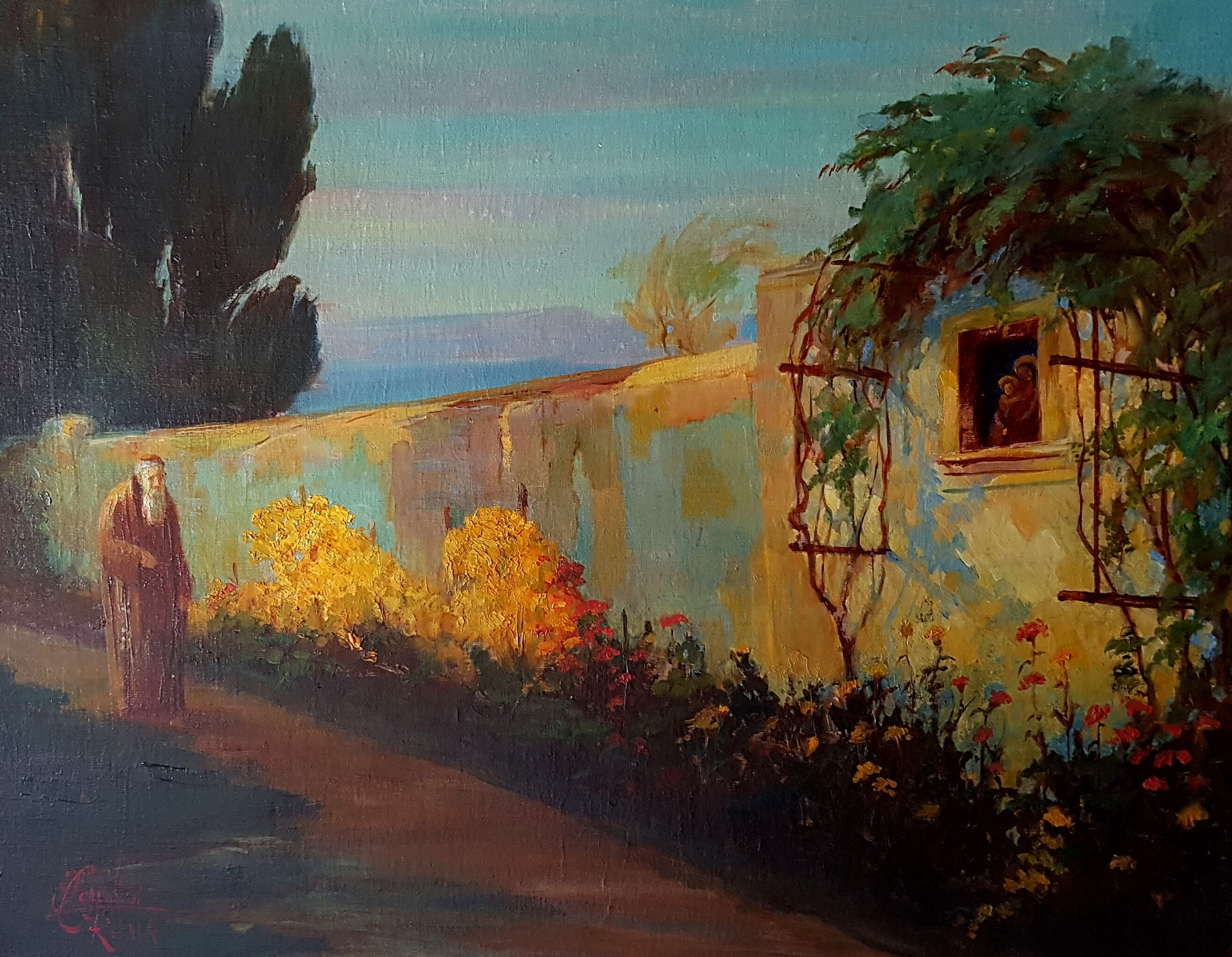
Onorato Carlandi, Paesaggio della campagna romana

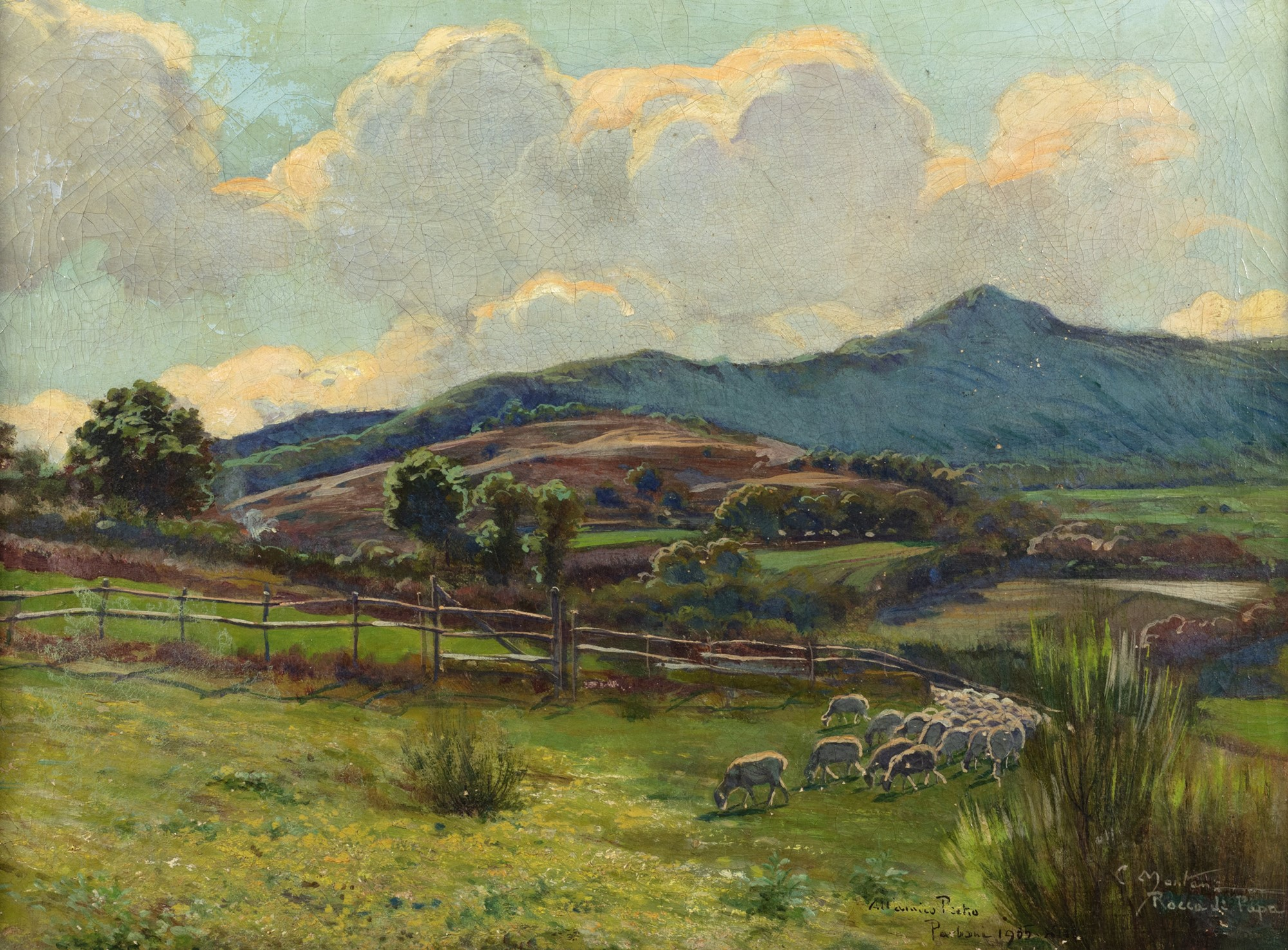
Carlo Montani, Paesaggio di Rocca di Papa con gregge al pascolo

Il gruppo era formato da venticinque artisti accomunati dal gusto di ritrarre dal vero la natura e che decisero di creare un nuovo sodalizio artistico, senza manifesti programmatici, senza regole condizionatrici, senza gerarchie oltre al Capoccetta a vita (il presidente) e a un Guitto (il segretario). La loro attività sociale era rappresentata dalla gita domenicale in aperta campagna - armati di tele e di pennelli - che si concludeva allegramente in trattoria, dove il dipinto più bello era premiato col rimborso del viaggio e del pranzo e con l'omaggio di un ferro di cavallo.
Quando un artista moriva o abbandonava il sodalizio, era rimpiazzato da un altro che doveva avere il placet di tutti gli altri. Dai 25 originari alla fine si arrivò a 46, ma il nome rimase immutato.

## Storia

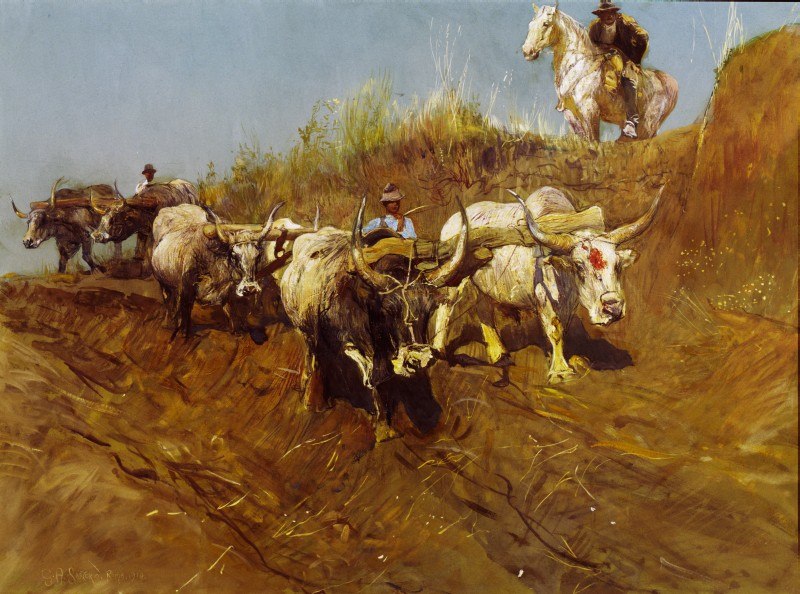
Giulio Aristide Sartorio, Buoi all'aratro

Una sera, il 24 maggio 1904, siedono a tavola al "Pozzo di San Patrizio" - trattoria tipica sulla via Nomentana - un gruppo di artisti diversi per età, provenienza e scuola, ma tutti contrari alla pittura da cavalletto e uniti dalla passione di ritrarre dal vero le figure e i paesaggi della campagna romana. Essi creano il primo nucleo di un sodalizio che decidono di chiamare "I Vassalli della campagna romana". Questi artisti in parte appartengono alla società In arte libertas, nata nel 1886 per iniziativa di Giovanni Costa detto "Nino", per opporsi all'arte di maniera. Ma dopo la morte del maestro, In arte libertas langue. Quella sera, a cena in trattoria sono in sei: 
- il pittore e illustratore Cesare Biseo,
- il pittore e decoratore Giuseppe Cellini,
- lo scultore Ettore Ferrari, detto "Aquila reale",
- il pittore e acquerellista Paolo Ferretti, detto "Porchetto d'India",
- il pittore Edoardo Gioja,
- il pittore Alessandro Morani.

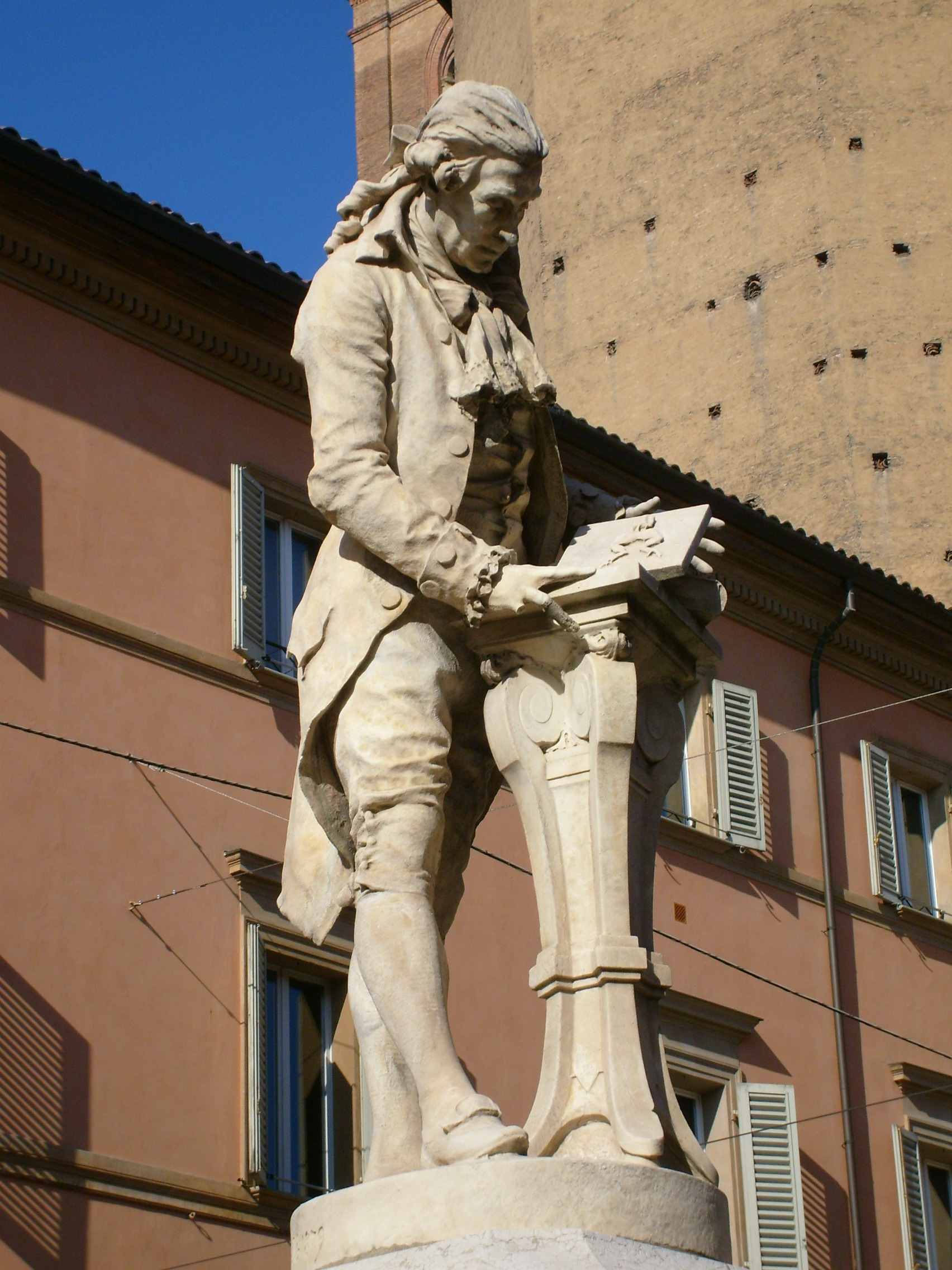
Adalberto Cencetti, monumento a Luigi Galvani, Bologna

Quella sera stessa sono associati, per diritto e per acclamazione: 
- il pittore Alessandro Battaglia, detto "Vitello marino";
- il pittore e acquerellista Lorenzo Cecconi, detto "Gallo d'India" perché era stato in India;
- lo scultore Adalberto Cencetti;
- il pittore e decoratore Giovanni Costantini, detto "Grillo";
- il pittore Arturo Noci;
- il pittore e scultore Giulio Aristide Sartorio;
- il poeta Cesare Pascarella, detto "Scimpanzé" per l'agilità nel salto, il quale aveva studiato all'Accademia di Belle Arti e si dilettava di pittura.

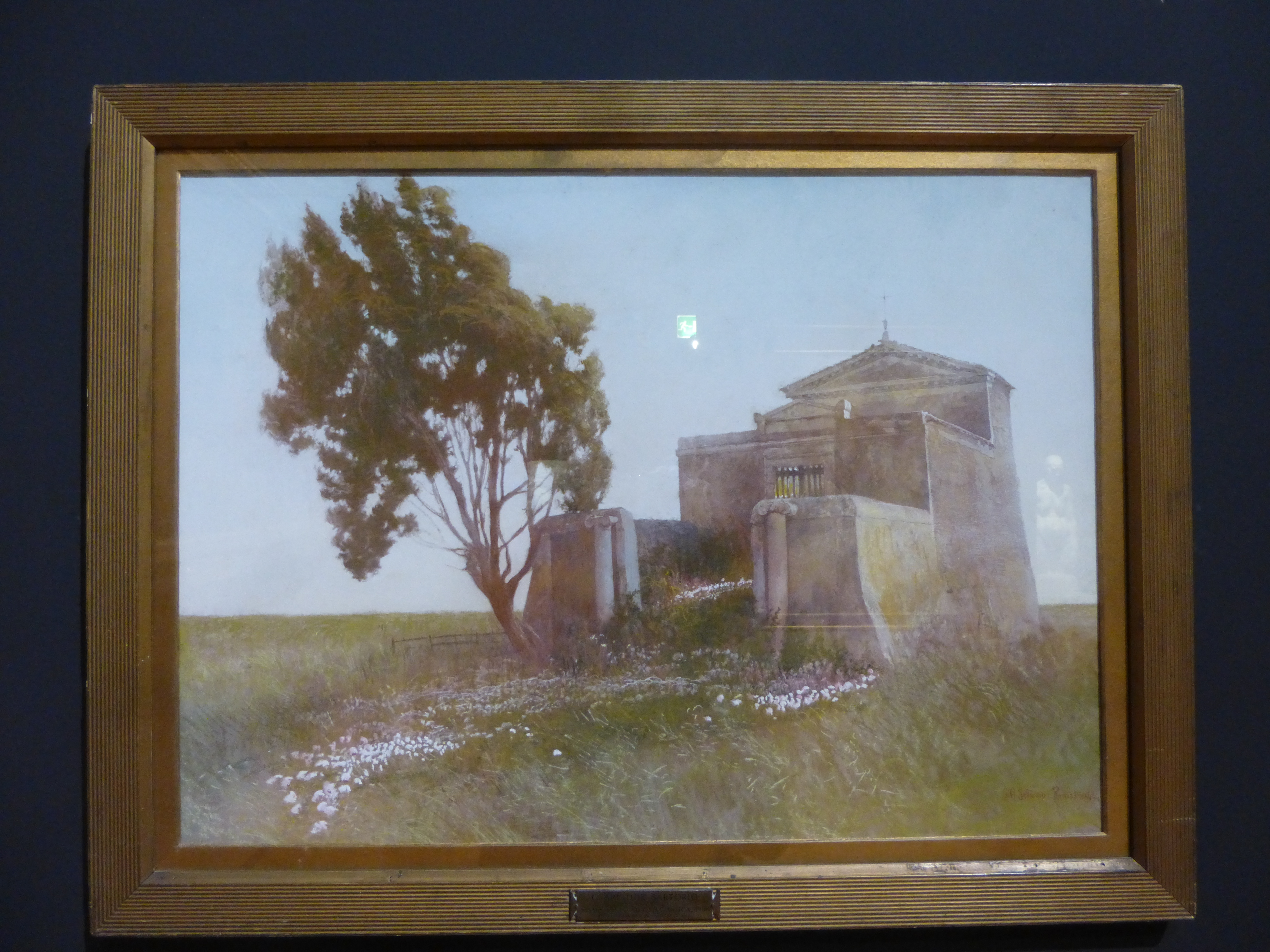
Giulio Aristide Sartorio, Camposanto di Ostia Antica, 1904

### Dai 13 ai 25 artisti
Al primitivo gruppo aderiscono nei giorni successivi altri artisti: 
- il pittore Filippo Anivitti, detto "Orso", perché sobrio nei discorsi;
- il pittore e acquerellista Raniero Aureli, detto "Gallo cedrone" perché fiero della sua divisa da ufficiale;
- il pittore e scultore Romolo Bernardi, detto "Triglia" per la barba e i baffi rossi;
- il pittore Cesare Bertolla;
- l'artista Duilio Cambellotti, detto "Torello" per il carattere fiero e selvatico;

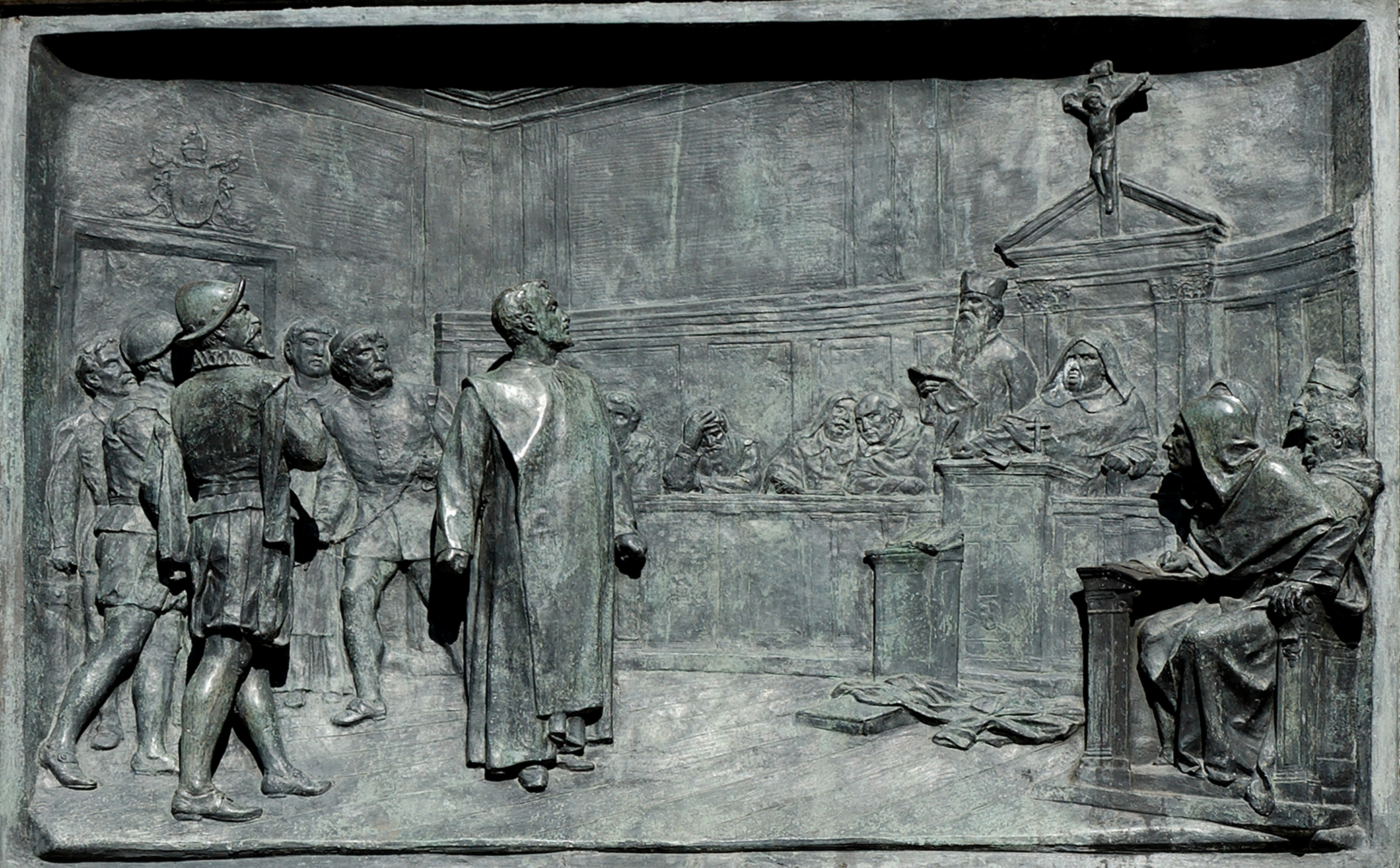
Ettore Ferrari, monumento a Giordano Bruno a Campo dei Fiori

- il pittore Onorato Carlandi, detto "Cicala" per la loquacità;
- il pittore Alberto Carosi, detto "Carosetto" o "Cucciolo";
- il pittore e incisore Giuseppe Carosi, detto "Bull dog" oppure "Cane bordò", in controtendenza al suo profilo greco;
- il pittore e calciatore Filiberto Corelli, detto "Vannino";
- il pittore Umberto Coromaldi, detto "Cefalo";
- il pittore Pompeo Fabri, detto "Filugello";
- il pittore Carlo Ferrari, detto "Parrocchetto".

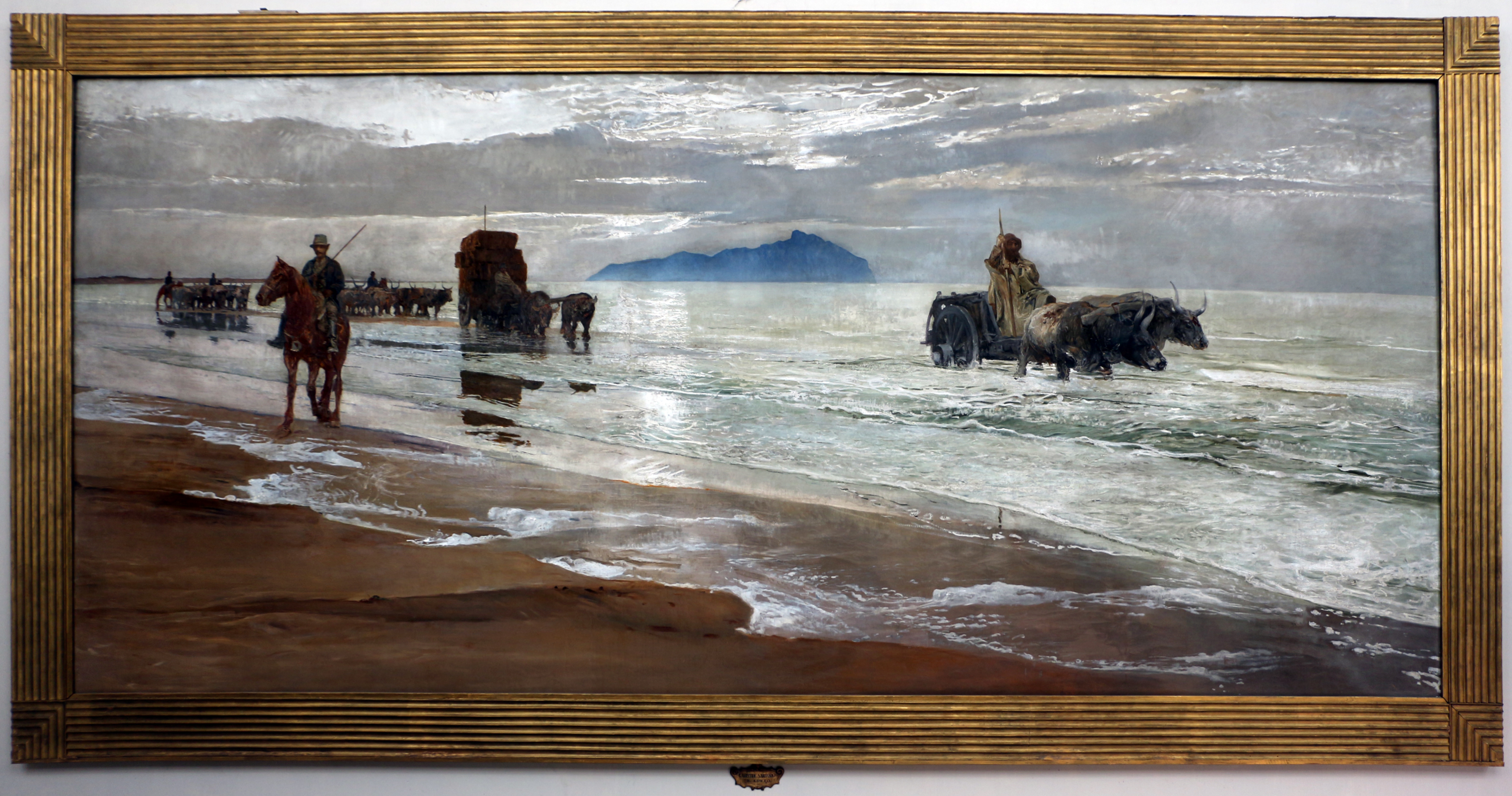
Giulio Aristide Sartorio, Il Circeo, 1909

Il sodalizio è ora composto da 25 artisti. Dopo discussioni lunghe e animate, Onorato Carlandi suggerisce (o impone) il nome: i XXV della campagna romana.

### Dai 25 ai 46 artisti
Gli artisti trovano l'appoggio culturale e finanziario del conte e pittore Napoleone Parisani, detto "Cane levriero" che, imparentato con i Bonaparte e con i Primoli e grande collezionista di opere d'arte, si aggrega al sodalizio. Si aggiungono altri artisti, in tempi diversi:
- il pittore Maurizio Barricelli;
- il pittore e incisore Marcello Boglione;
- l'ingegnere Rodolfo Bonfiglietti, detto "mufflone" ma anche "topografo", perché aveva realizzato il Traforo sotto il Quirinale;
- il pittore Enrico Coleman, detto "Birmano";
- il pittore Giordano Bruno Ferrari;
- il pittore Giuseppe Ferrari, detto "Aquila reale";
- il pittore e decoratore Vittorio Grassi, detto "Lince";
- il pittore e incisore Giorgio Hinna, detto "Lucciola";
- il pittore Camillo Innocenti;

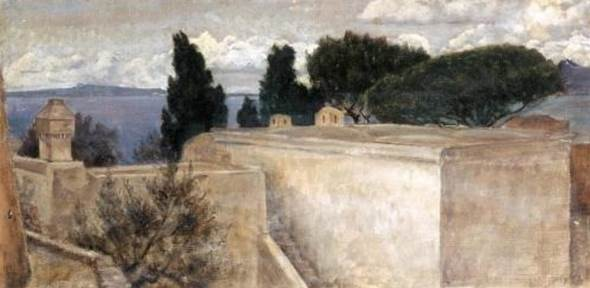
Napoleone Parisani, Paesaggio

- il pittore e incisore Laurenzio Laurenzi;
- il pittore, illustratore e giornalista Carlo Montani, detto "Tapiro" per la forma del naso;
- il pittore e decoratore Enrico Ortolani, detto "Ragno ciancone";
- il pittore e incisore Filiberto Petiti, detto "Gatto soriano";
- il pittore Luigi Petrassi, detto "Il Gattone";

- il pittore Giuseppe Raggio;

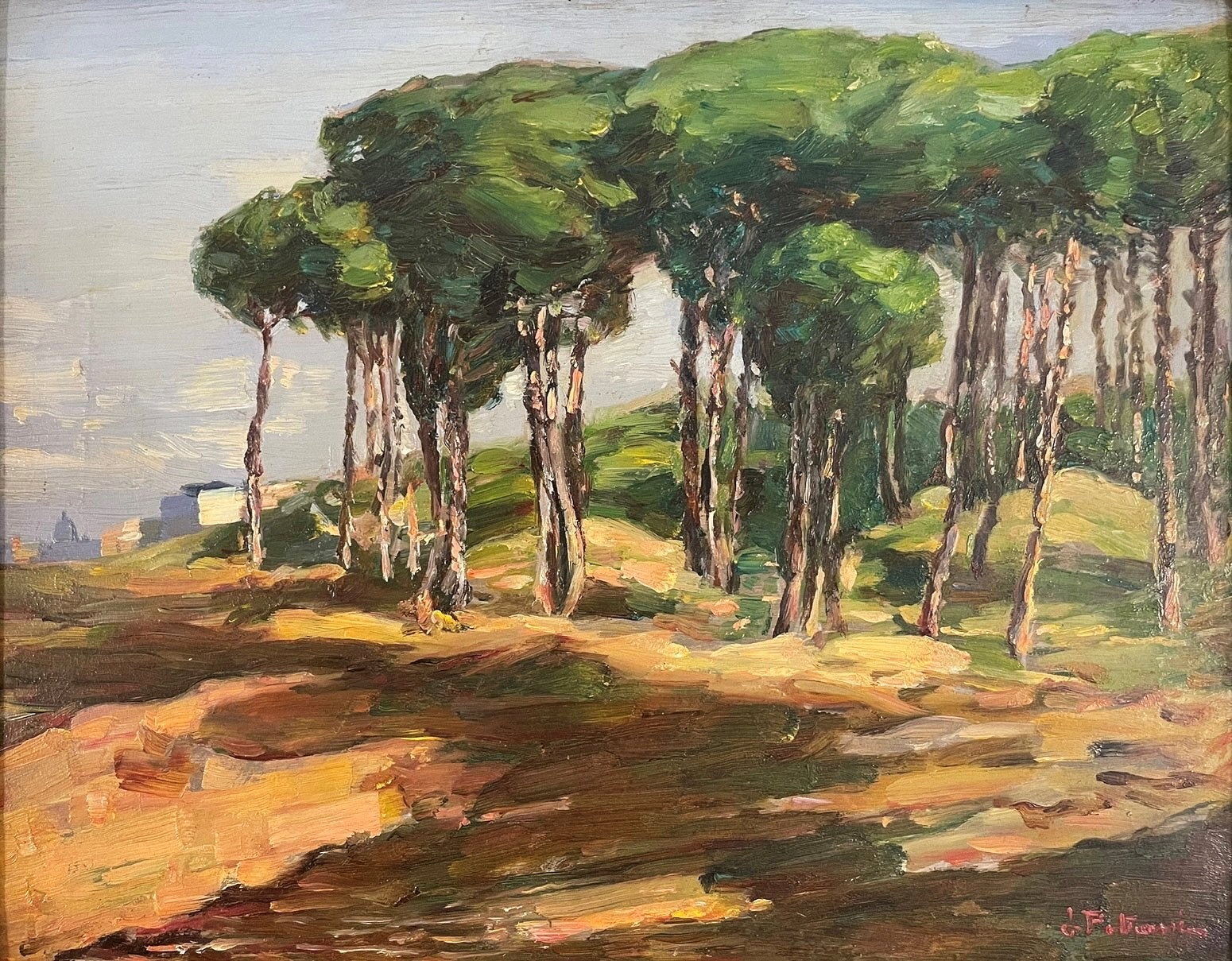
Luigi Petrassi, Pini di Roma da Prima Porta

- il pittore Dante Ricci, detto "Furetto";
- il pittore Carlo Romagnoli;
- il pittore Angelo Rossi, detto "Giraffa";
- il pittore e acquerellista Amedeo Simonetti, chiamato in famiglia Momo e tra amici Cairate, perché era stato in Egitto, detto "Grillo";

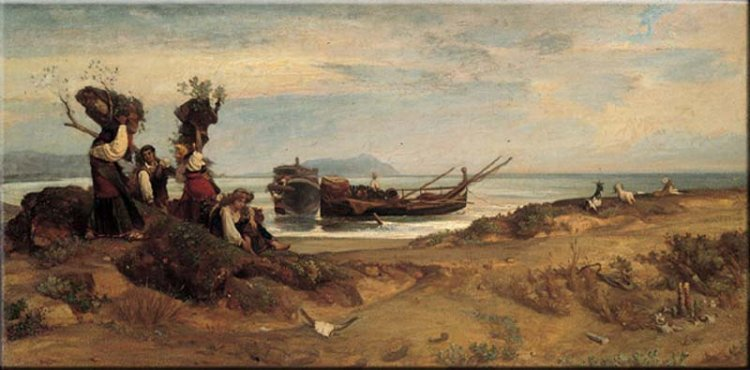
Giovanni Costa, Donne che portano fascine a Porto d'Anzio

- il pittore e acquerellista Virgilio Simonetti, detto "Gazzella".

### La gita sociale
Alcuni di questi artisti entrati in un periodo successivo avevano aderito alla associazione In arte libertas, fondata nel 1886 e chiusa nel 1903 per la morte del fondatore Giovanni Costa. Alcuni avevano anche fatto parte della precedente associazione di Costa: la Scuola Etrusca.
La domenica i pittori sono all'aria aperta, a dipingere e a scattare fotografie negli spazi ampi e luminosi della campagna romana. Partono da Roma con «cavalletti ombrelloni e tavolozze in spalla – tanto da essere scambiati in più di un'occasione per cacciatori, civettari, pescatori, cinematografari intenti a girare qualche esterno di un film – per una determinata località della Campagna Romana, alla ricerca di motivi ispiratori direttamente dal vero e nella loro vera luce».
Qualche volta prendono il treno, oppure il tram dei Castelli e dopo poche stazioni sono già in aperta campagna. Se non si dirigono a sud, risalgono in treno lungo la costa, a fianco dell'Aurelia. Altre mete abituali e preferite sono: Settecamini, Bagni di Tivoli, Sette Bagni, Marcigliana, Prima Porta, Appia Antica, Appia Pignatelli, Sacrofano, Isola Sacra e Ponte Mammolo. 

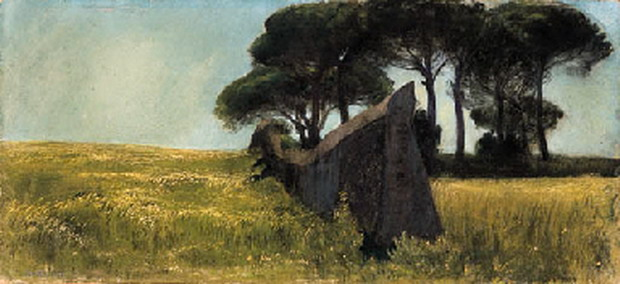
Giulio Aristide Sartorio, Campagna Romana

Immancabile è la sosta in trattoria, dove gli artisti portano i loro dipinti e li espongono alle pareti della sala, oppure sull'erba del cortile. L'opera migliore è premiata con il rimborso del viaggio e del pranzo al suo autore; si aggiunge il premio simbolico di un ferro da cavallo che passa, di settimana in settimana, da un vincitore all'altro.
Singoli artisti scelsero anche altre mete, secondo il loro gusto personale: la costa laziale dalle colline della Tolfa a Terracina, con Anzio e Fiumicino; le Paludi Pontine e quelle di Maccarese; paesini arroccati sui monti, come Saracinesco, Anticoli Corrado e Ninfa. I pittori arrivarono anche sui tratturi d'Abruzzo.
In questo gruppo di 45 gli artisti sono anziani e affermati, oppure giovani ma già noti, oppure adolescenti portati in gita domenicale dal padre o dal fratello maggiore: questa modalità  spiega perché la consuetudine della pittura all'aria aperta, in campagna o sulle rive del mare, sia durata così a lungo tra gli artisti di area romana.

I luoghi della campagna romana
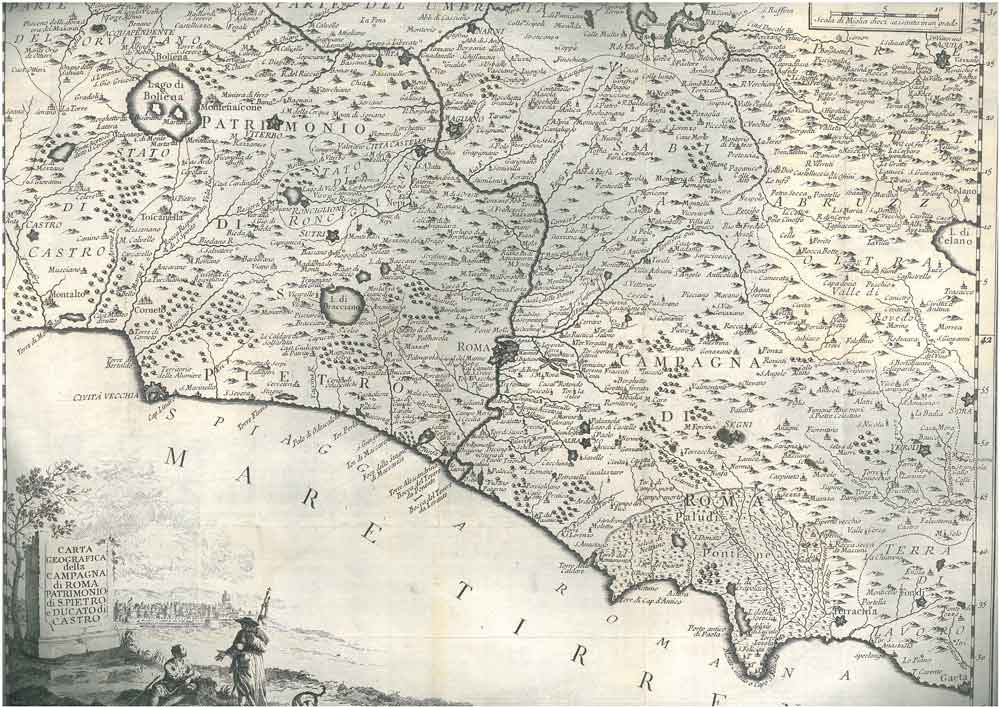
Carta campagna romana e feudi
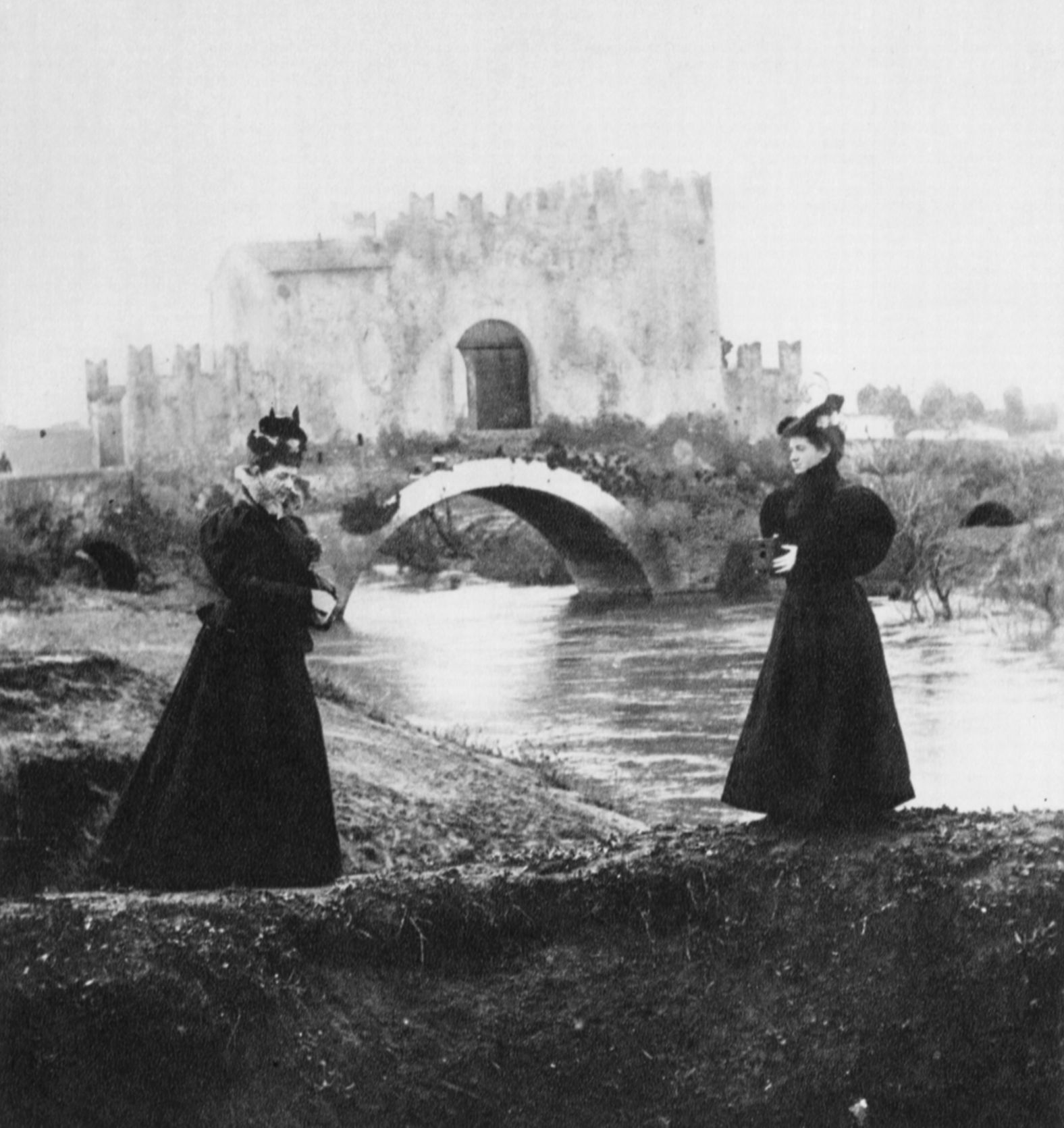
Giuseppe Primoli, Ponte Nomentano, foto 1896
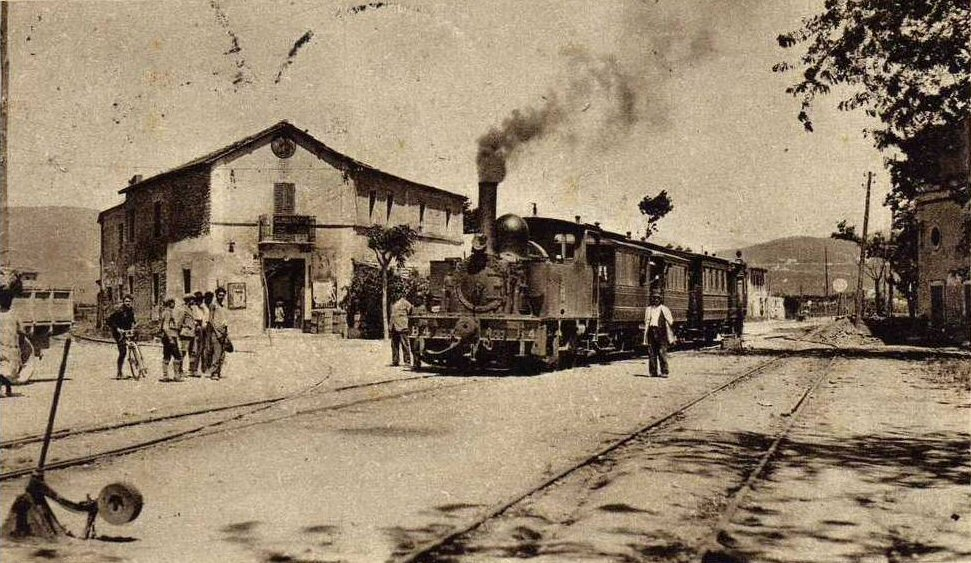
Stazione di Bagni di Tivoli
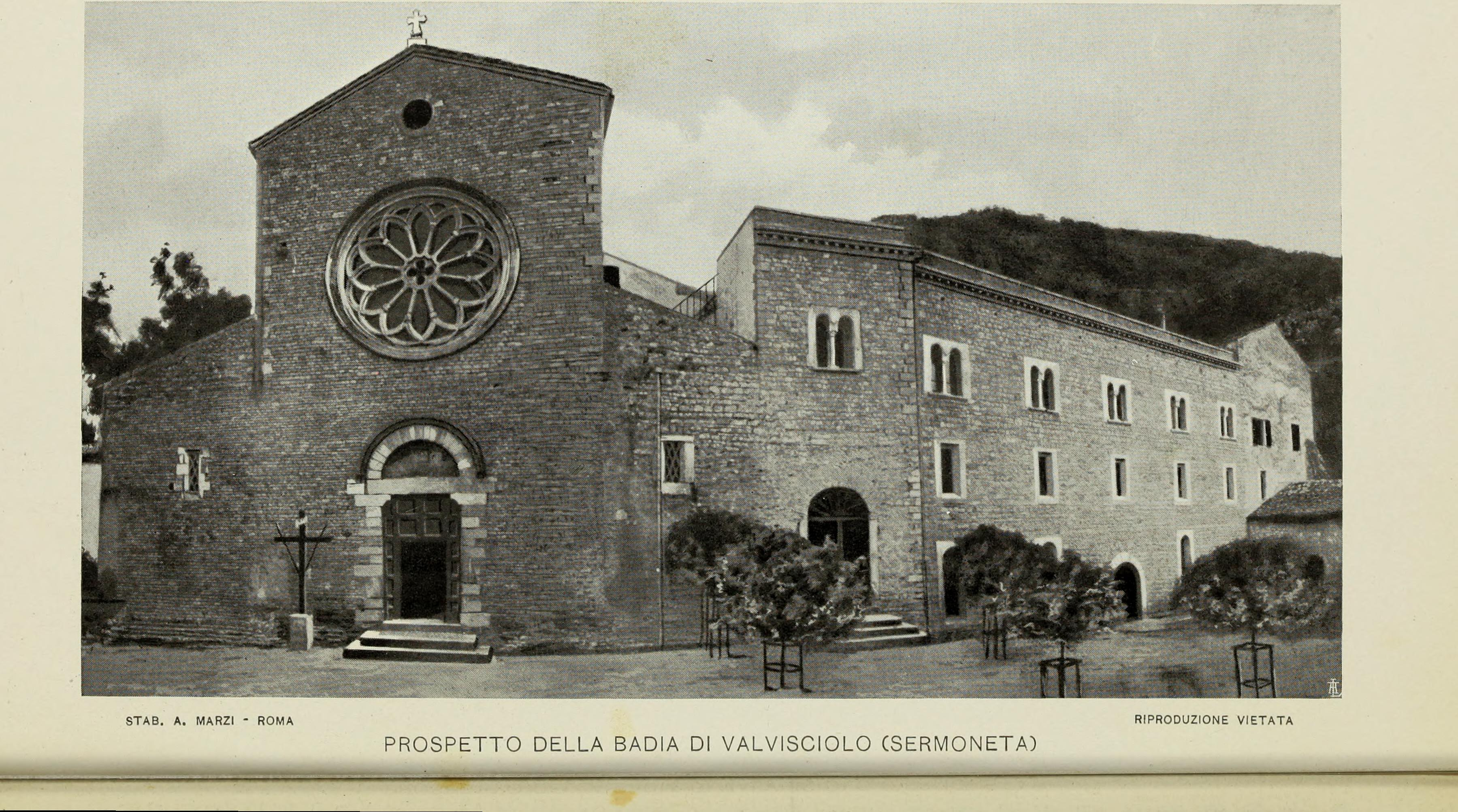
Sermoneta, La Badia di Valvisciolo (1905)
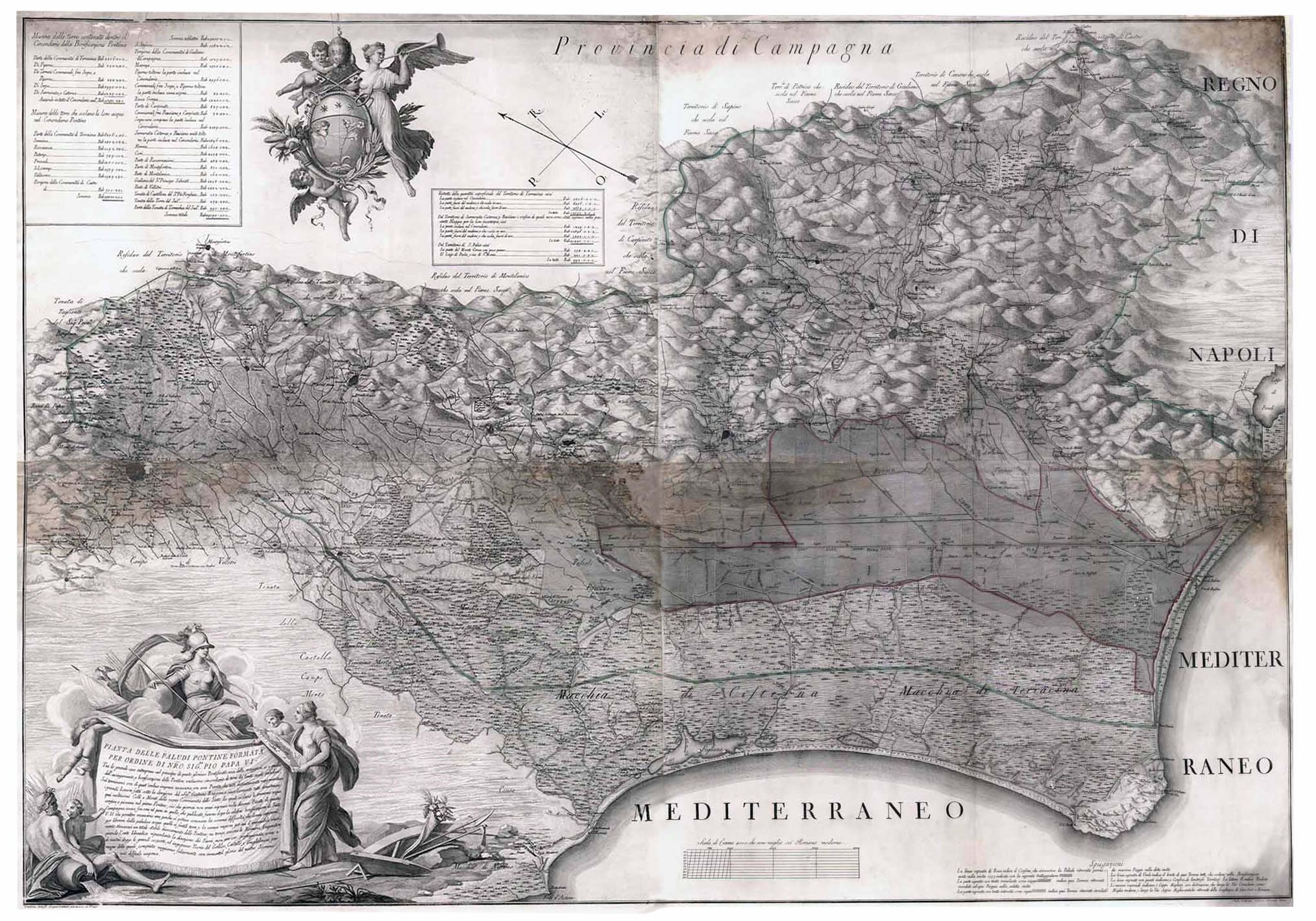
Provincia di Campagna (Stato della Chiesa)
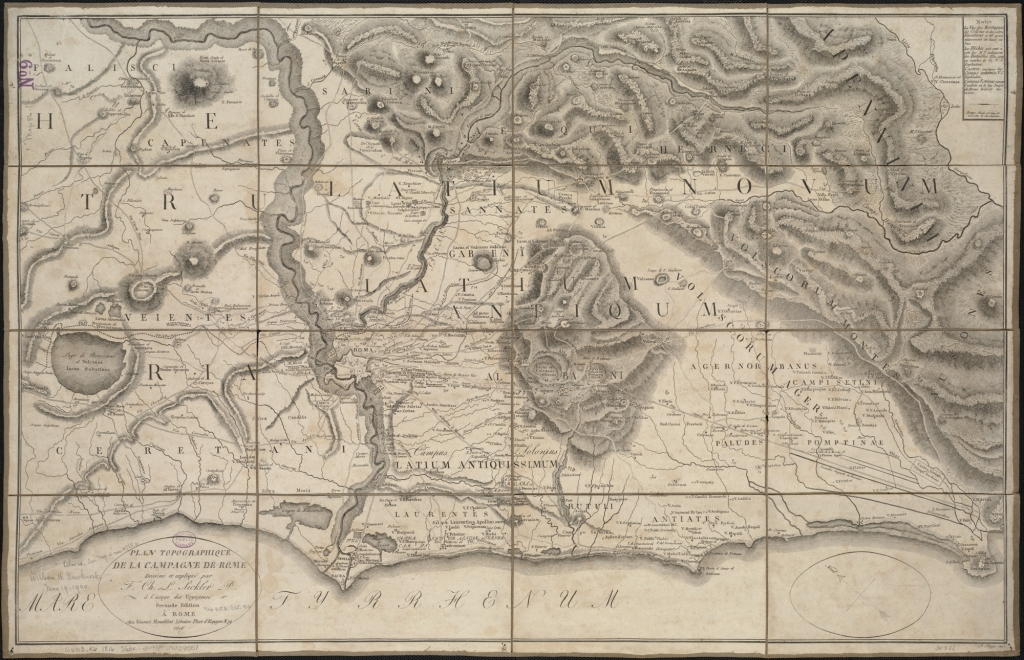
Plan topographique de la campagne de Rome

Nelle campagne romane il lavoro di butteri e pecorai proseguiva secondo le antiche tradizioni: pecore e bufali erano parte integrante del paesaggio, caratterizzato da grandiose vestigia di epoca romana e da torri, ponti e casali.
Gli artisti rappresentavano le feste di questa società così diversa culturalmente, descrivendo nei dipinti passi di danza e gesti dei suonatori.
Le cariche sociali dei XXV consistevano nel Capoccetta a vita e nel Guitto, cioè il segretario factotum che convocava gli associati, organizzava il viaggio domenicale e fissava il posto all'osteria. Coleman fu il primo Capoccetta e Carlandi il primo Guitto. Alla morte di Coleman, Carlandi ne prese il posto, lasciando la segreteria a Enrico Ortolani. Quando un associato abbandonava il sodalizio, oppure moriva, il suo posto veniva rimpiazzato da un nuovo artista, che doveva ottenere il placet da tutti gli altri.
Il vecchio sonetto di Cesare Pascarella Er fattaccio, riproduce l'atmosfera di quelle scampagnate romane:
I XXV della campagna romana furono sciolti il 12 novembre 1930, per infiltrazioni massoniche di cui era accusato Ettore Ferrari, gran Maestro 33, e con questa scusa: «Da XXV a 33: il passo è breve.»
Alcuni di questi artisti, tra cui Giovanni Costantini, Vittorio Grassi, Raniero Aureli, Maurizio Barricelli e Camillo Innocenti, aderirono anche alla Secessione romana.
Dopo lo scioglimento del gruppo nel 1930, alcuni artisti si sono ispirati alla pittura dal vero dei XXV della campagna romana: tra altri, Rinaldo Caressa e Giuseppe Malagodi. Nel 2004, in occasione del centenario della nascita del gruppo, l'Accademia di San Luca ha organizzato una mostra.

Alcune opere dei XXV della Campagna Romana
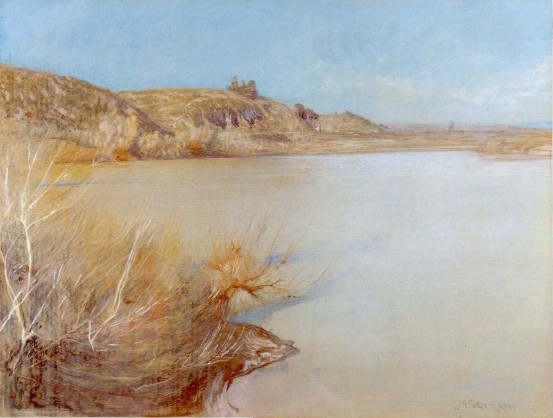
Giulio Aristide Sartorio, Tevere a Dragoncello
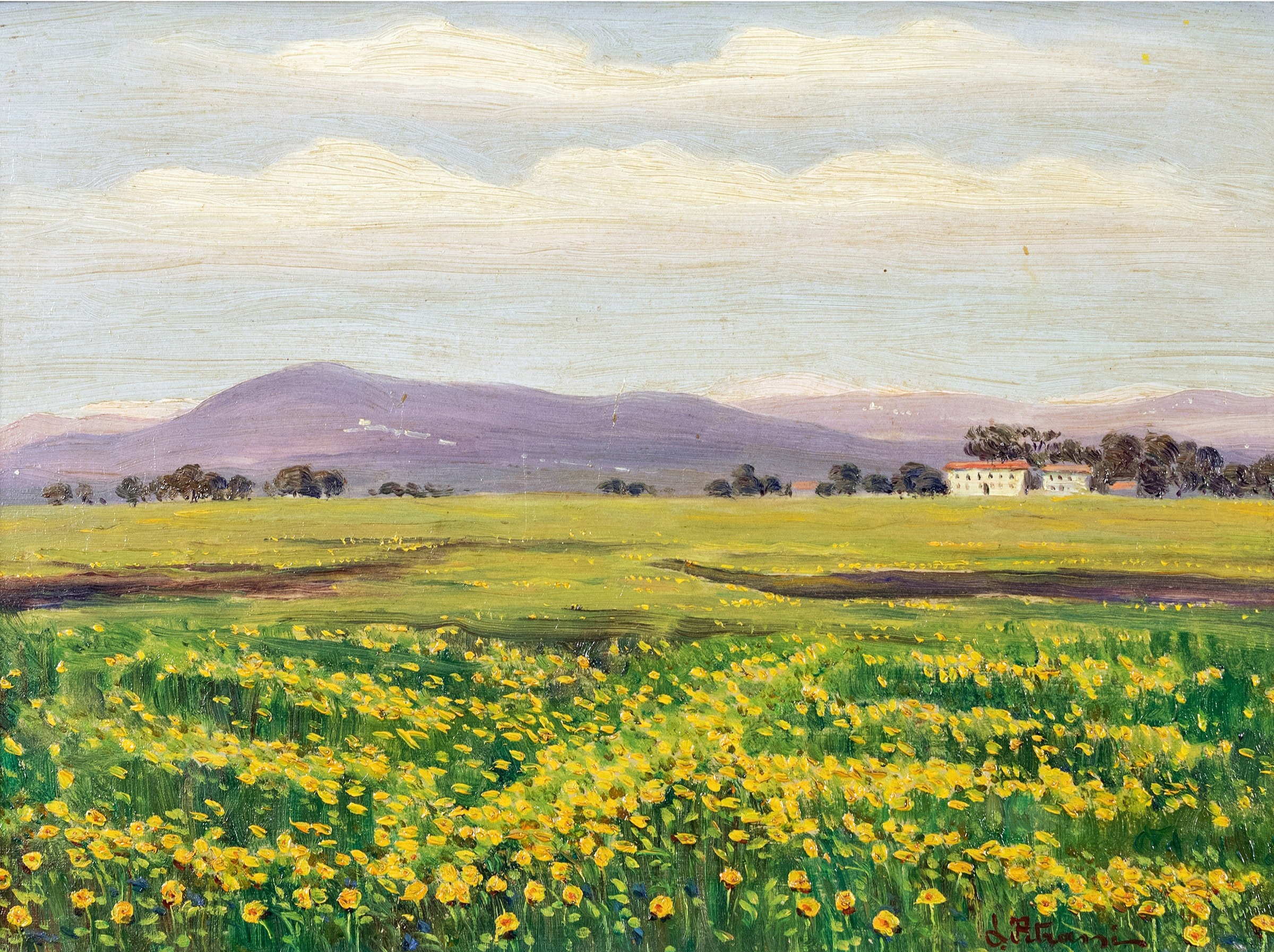
Luigi Petrassi, Arriva la primavera
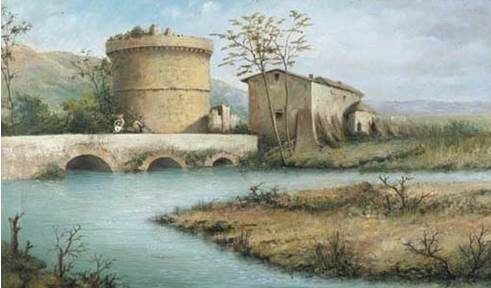
Napoleone Parisani, Fiume
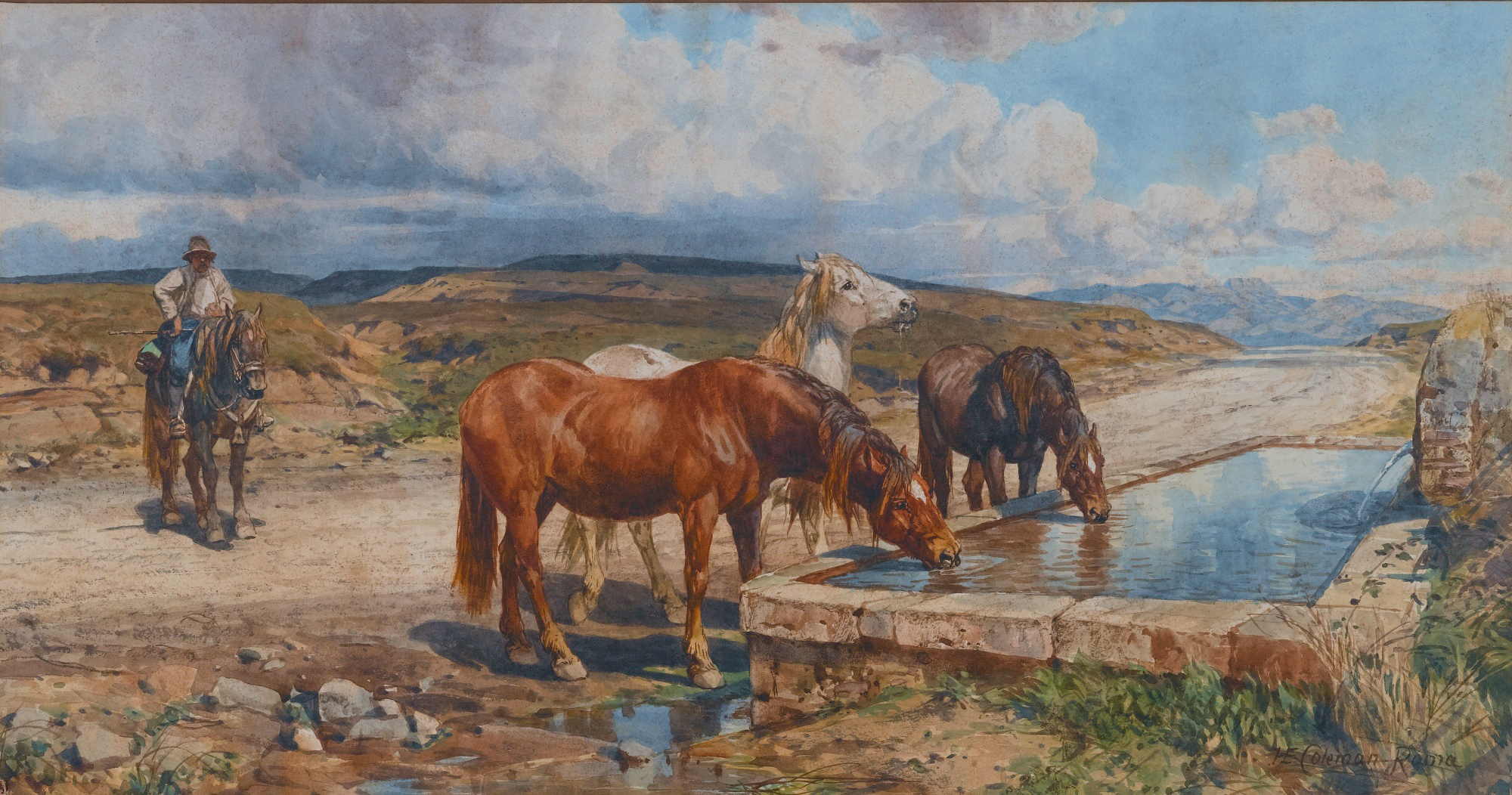
Enrico Coleman, Cavallo che beve
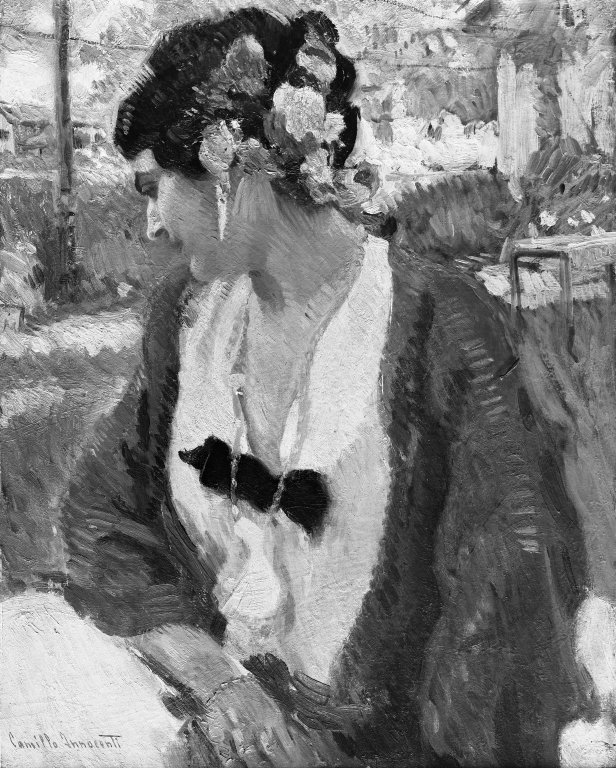
Camillo Innocenti, Lo scialle verde
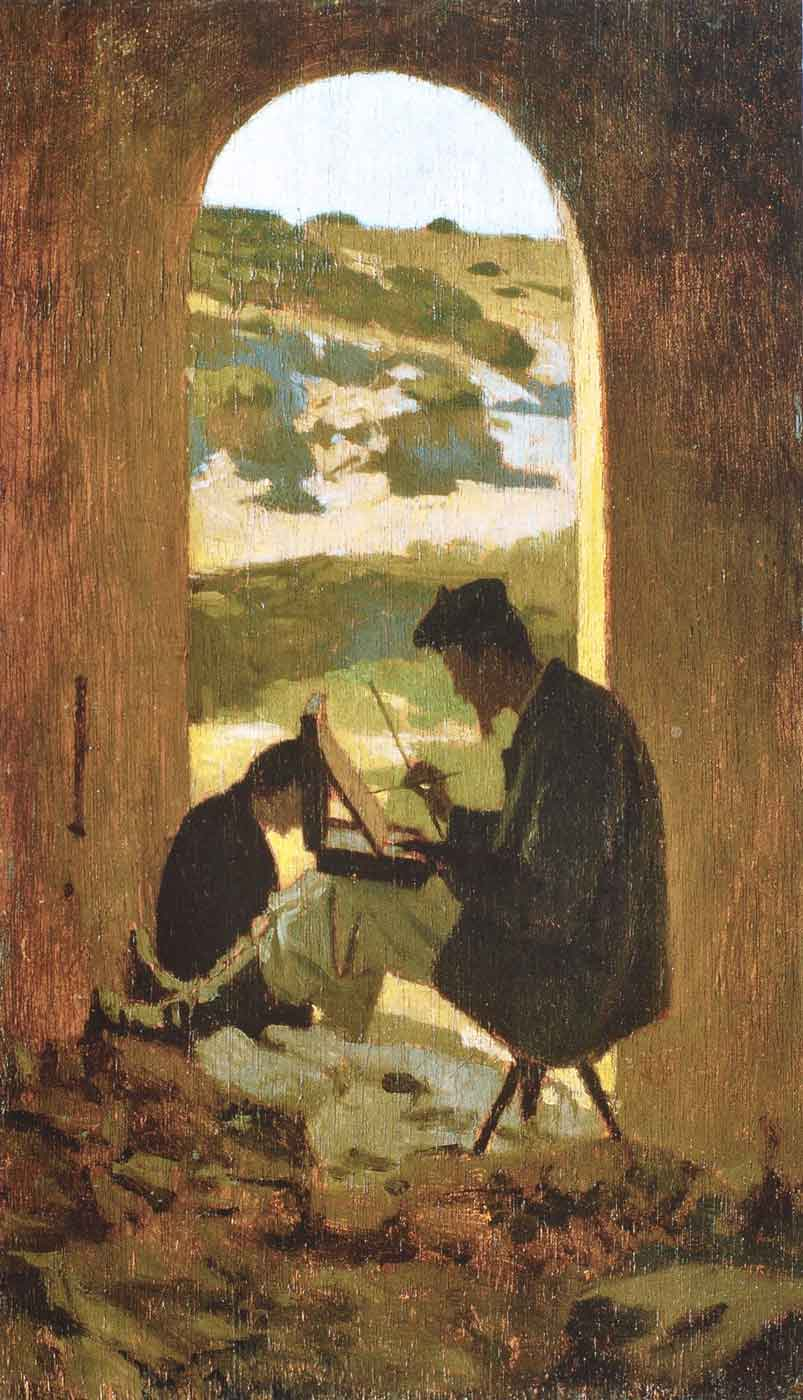
Giovanni Costa, Campagna, 1855
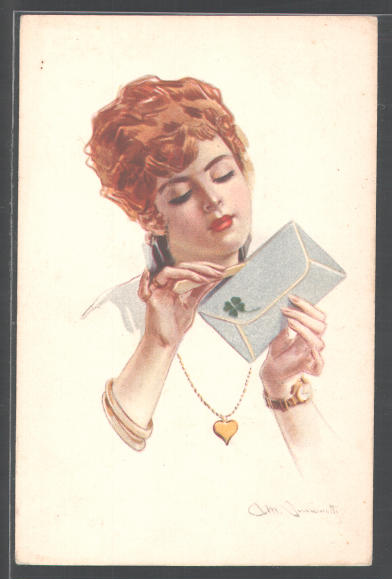
Amedeo Simonetti detto Momo, La lettera
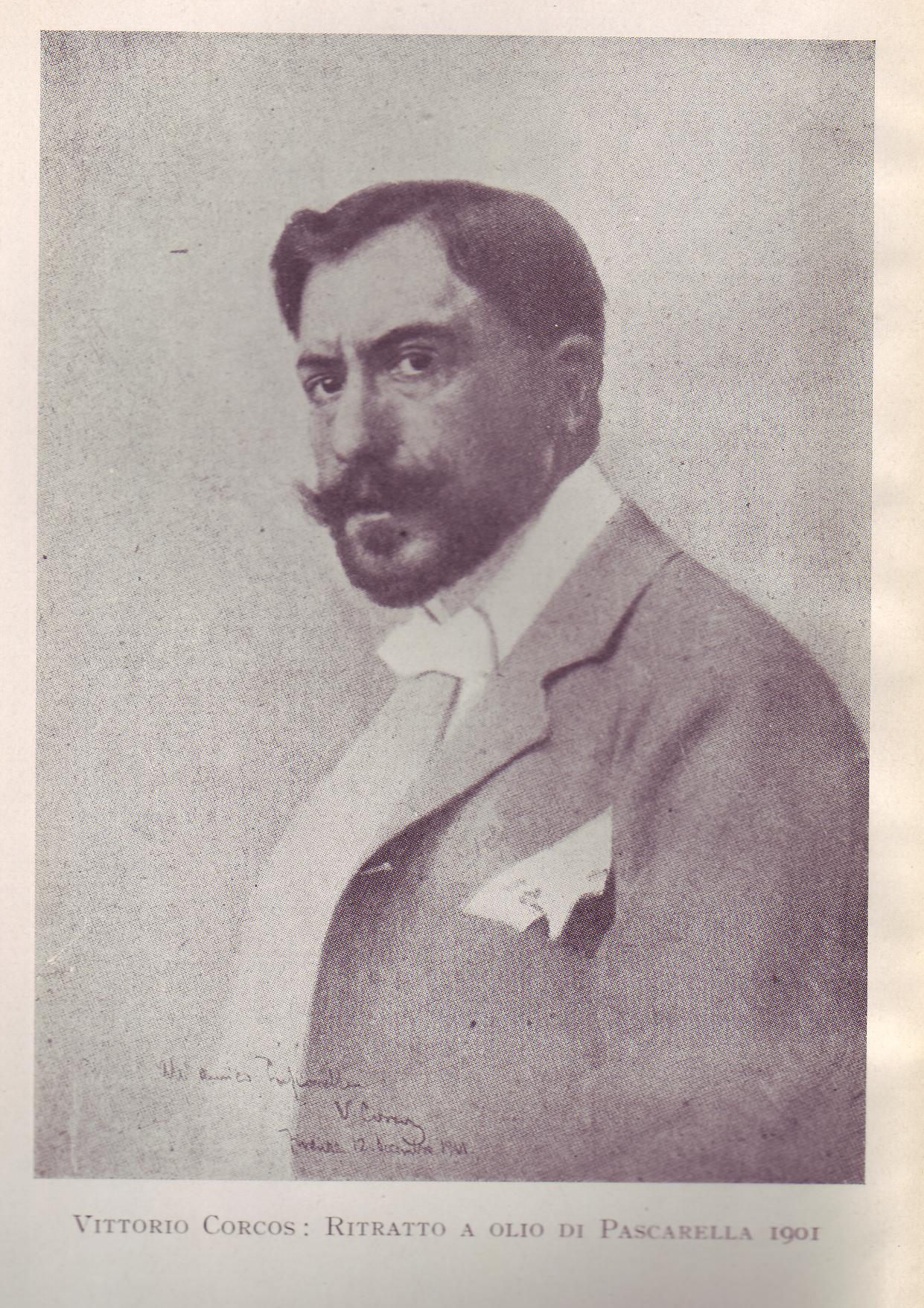
Vittorio Corcos, ritratto di Cesare Pascarella, 1901
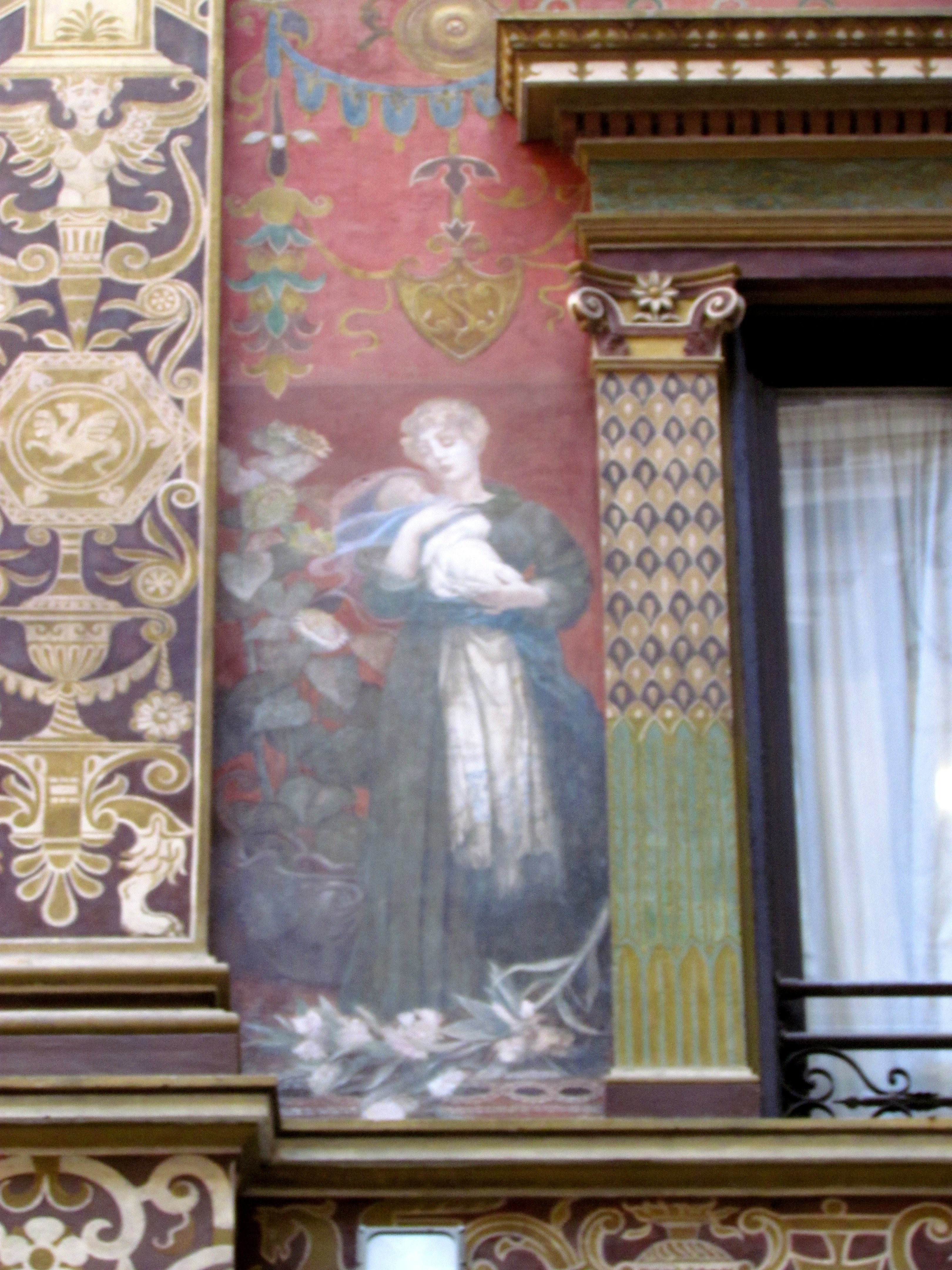
Giuseppe Cellini, affreschi alla Galleria Sciarra
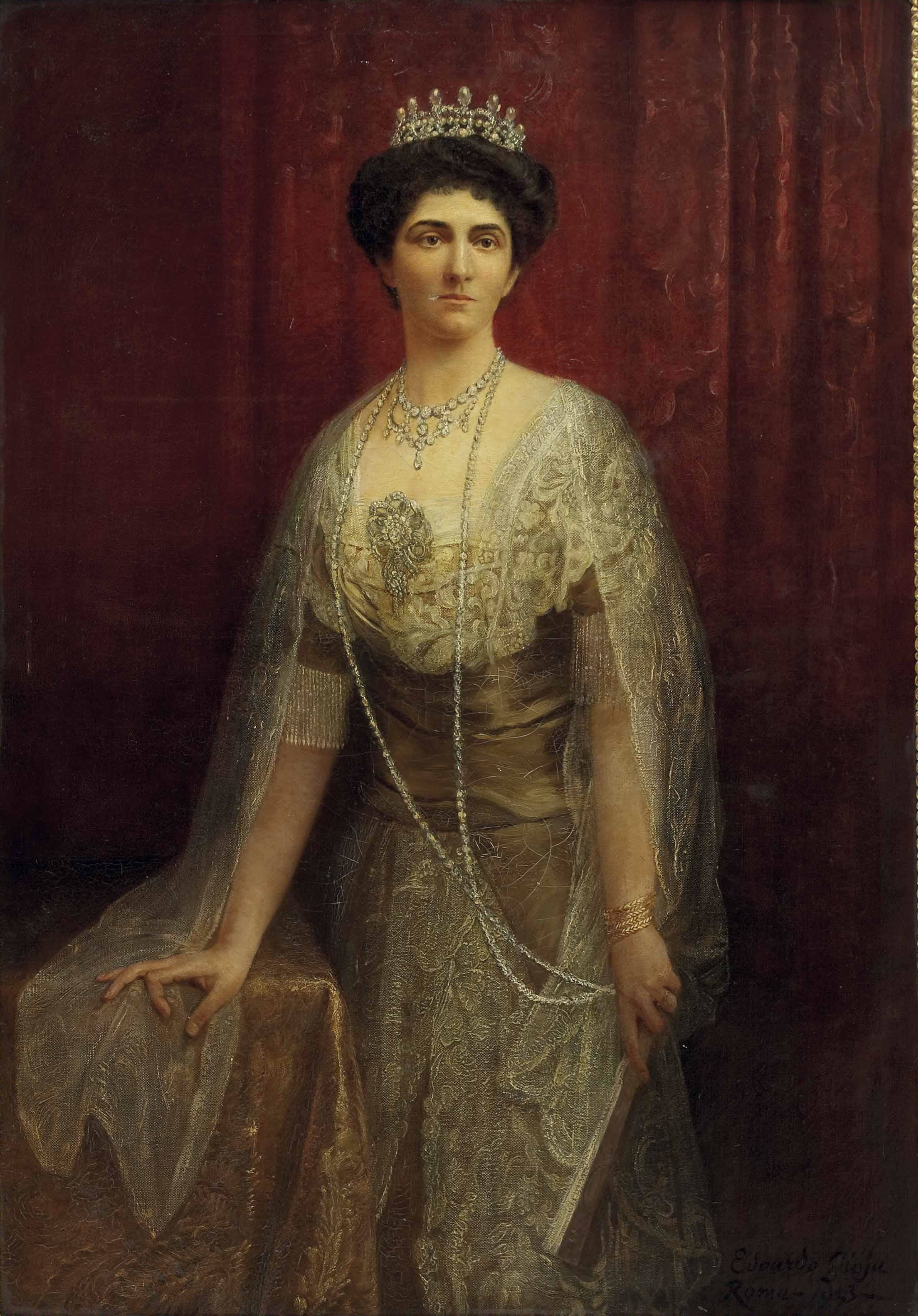
Edoardo Gioja, Elena di Montenegro, 1913
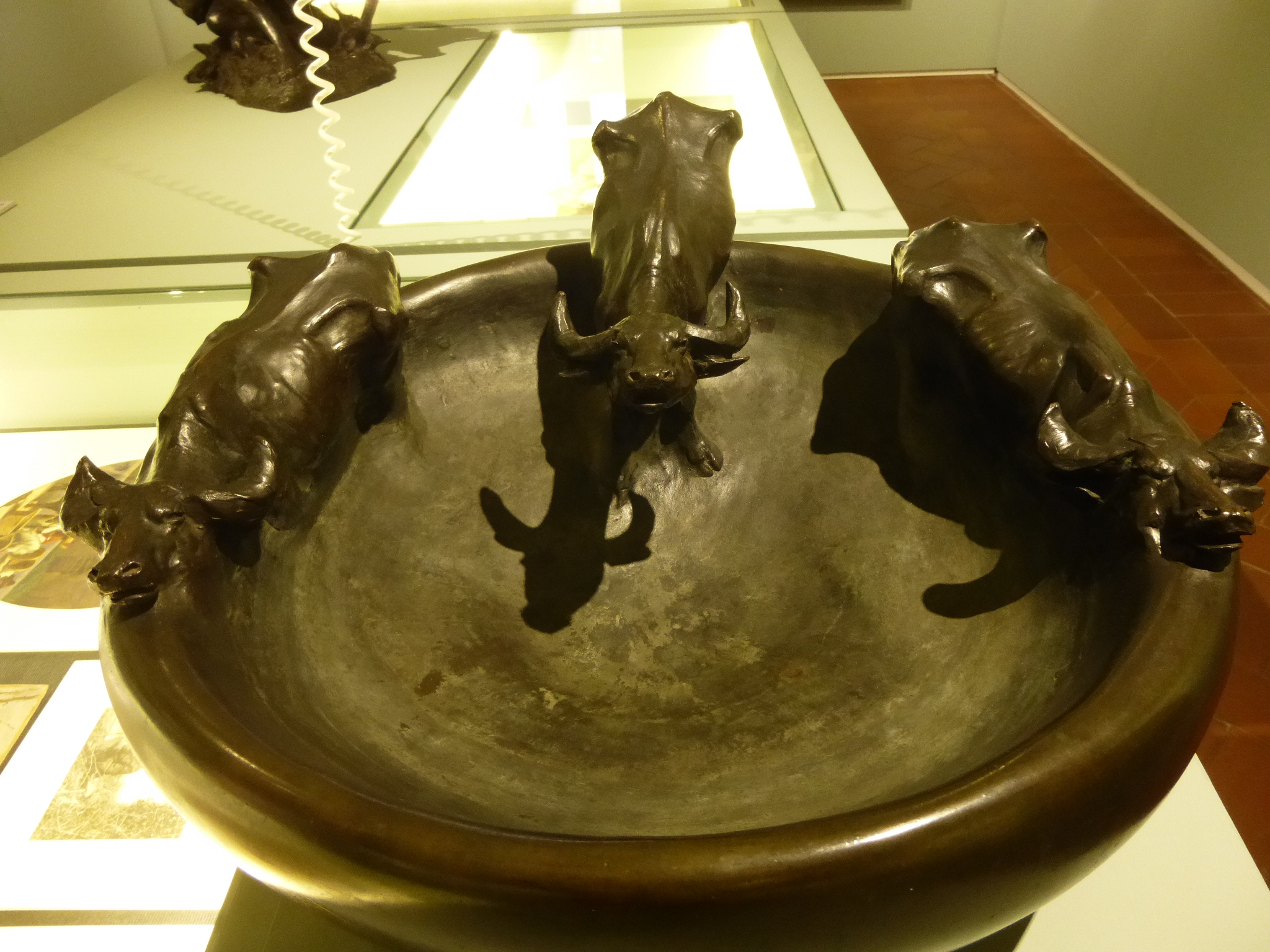
Duilio Cambellotti, Conca dei bufali
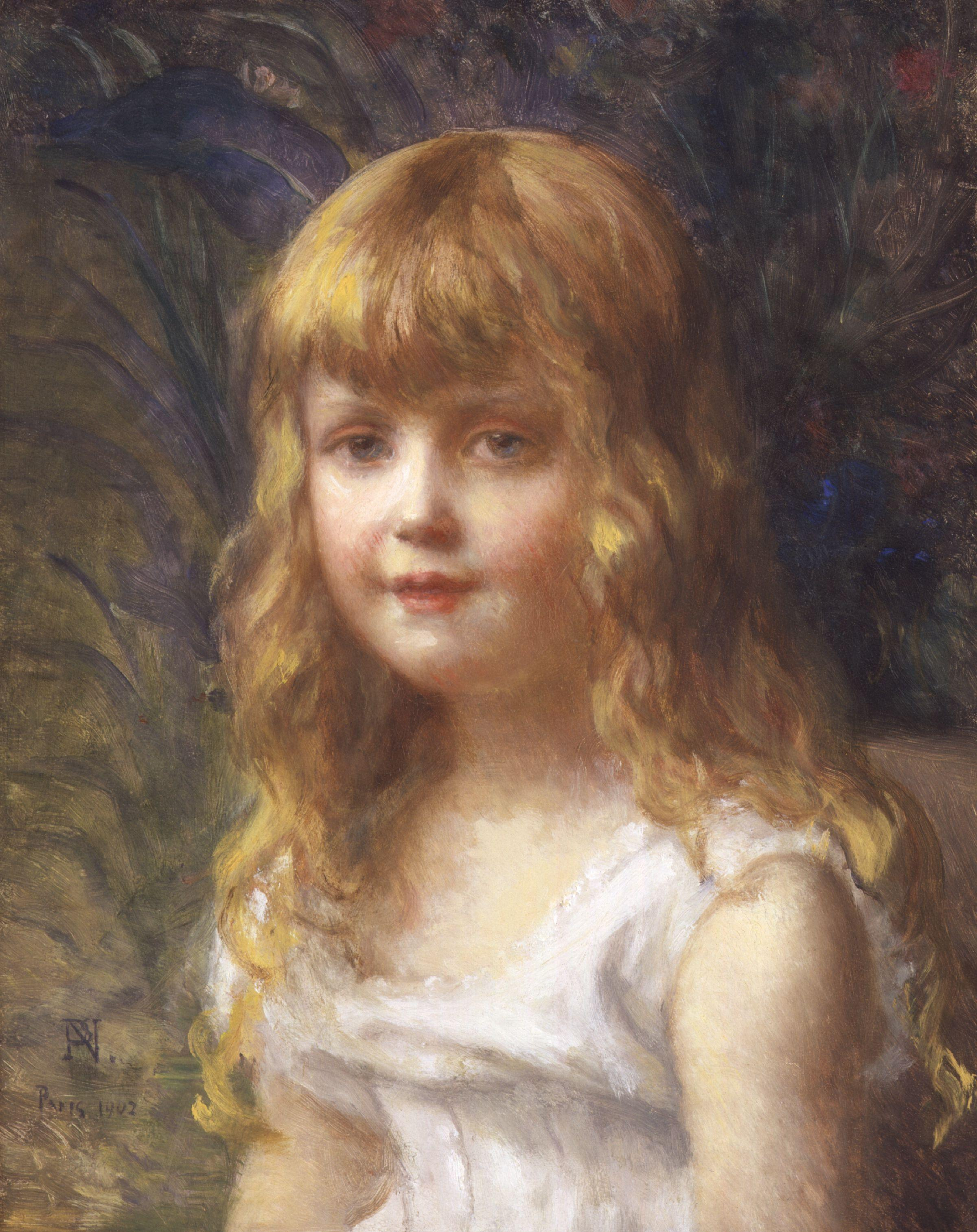
Napoleone Parisani, Ava Viscountess Waverley
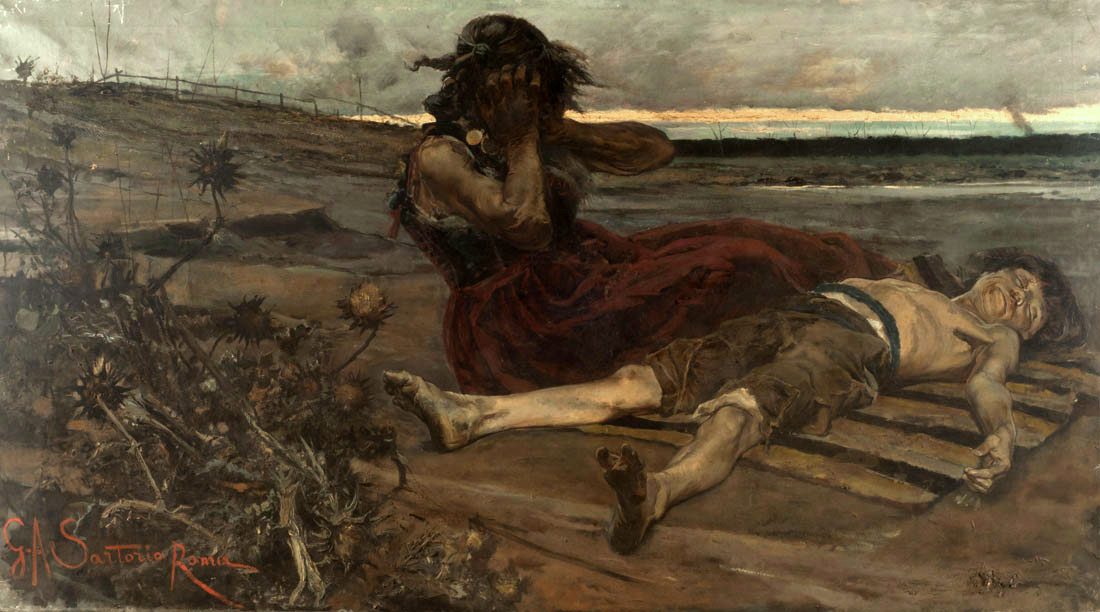
Giulio Aristide Sartorio Malaria
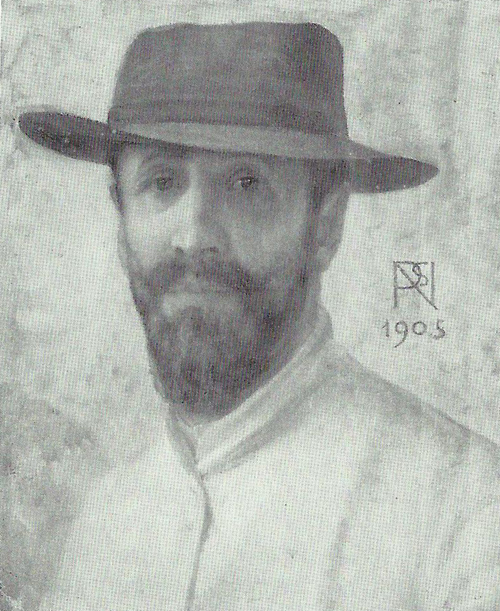
Napoleone Parisani, Autoritratto
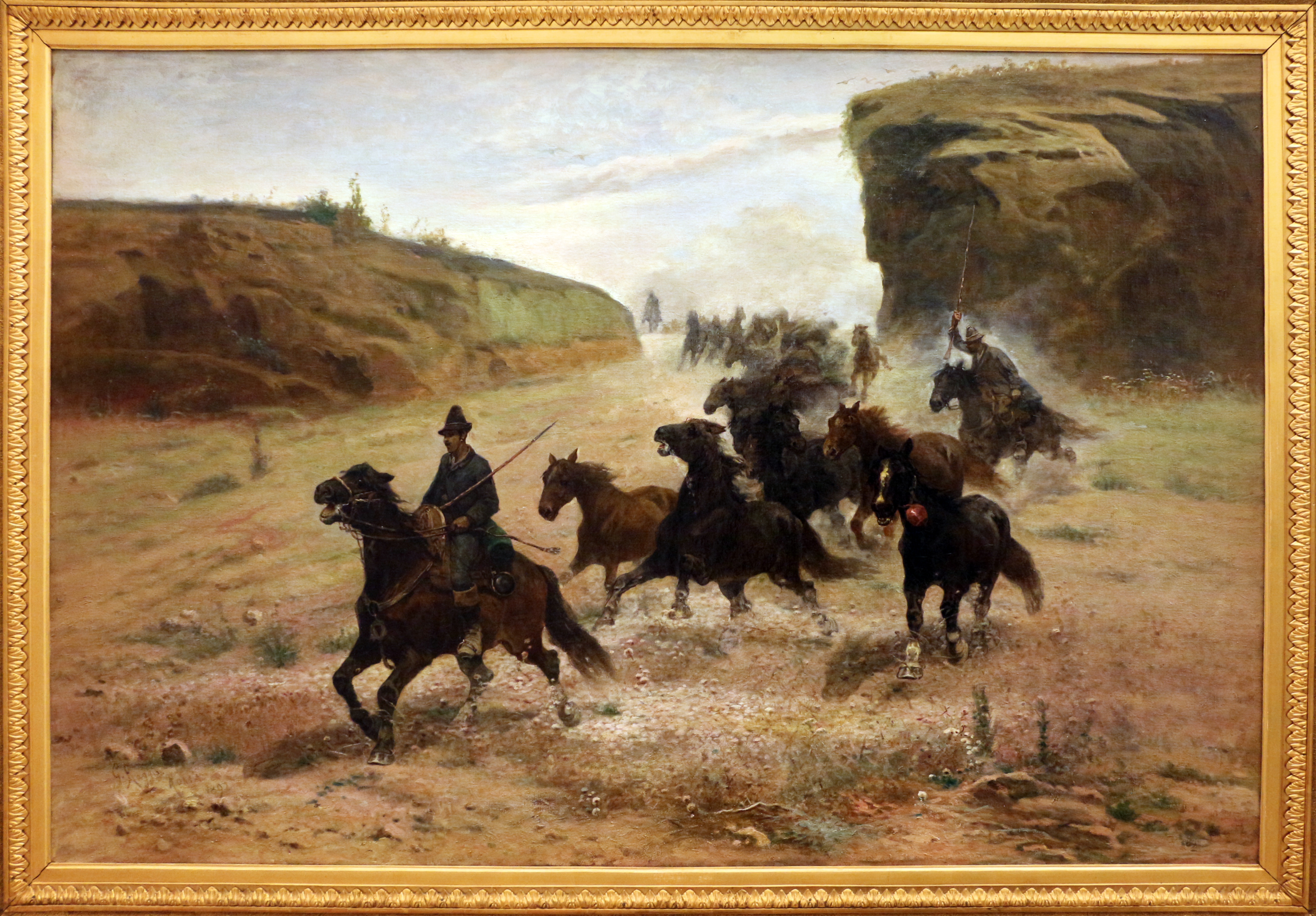
Giuseppe Raggio, Scappata di cavalli nella campagna romana, 1892
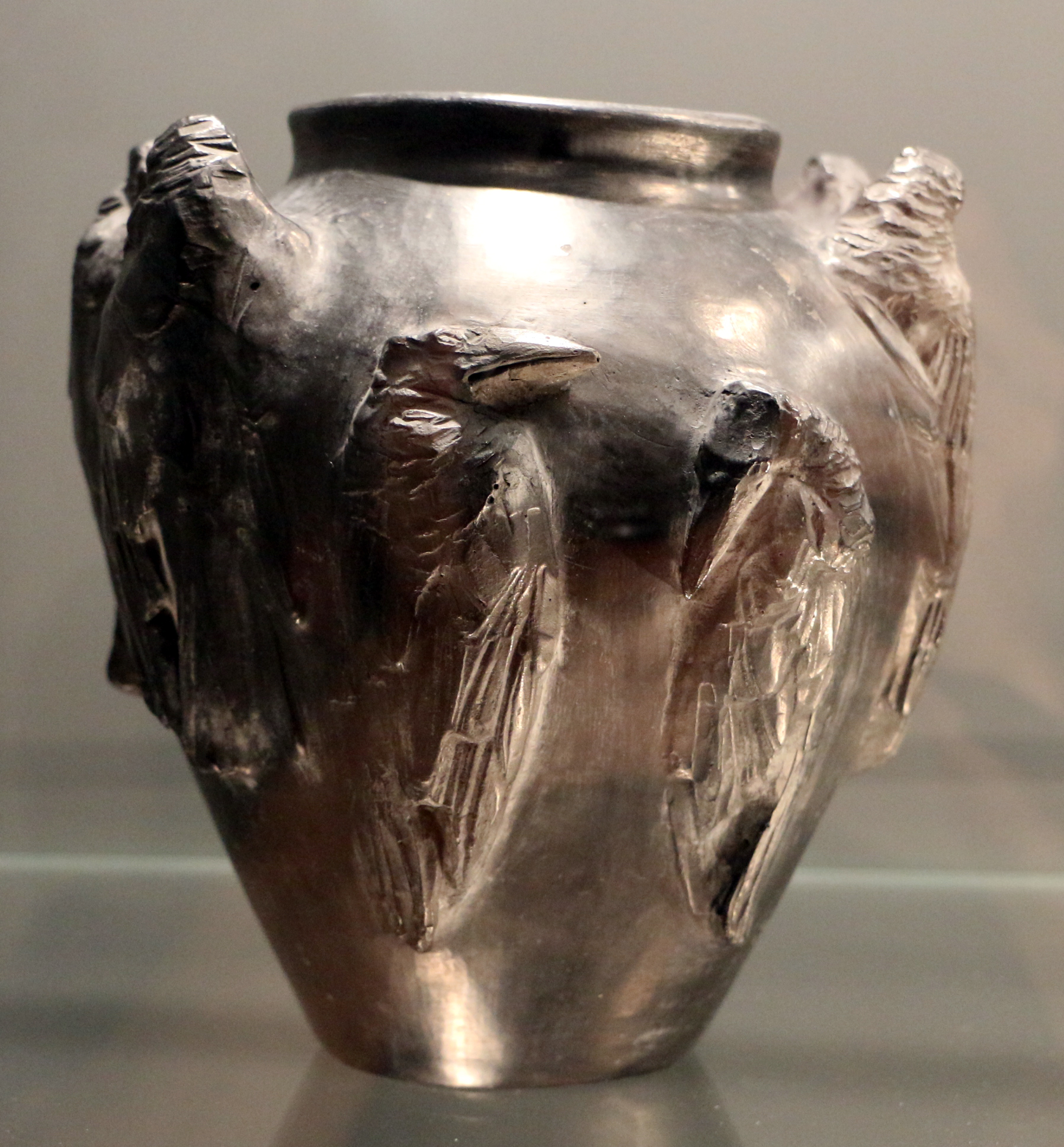
Duilio Cambellotti, Vaso con i corvi, 1927, bucchero

### Lamal'aria
In una famosa fotografia di Oreste Sgambati si vedono, seduti nell'Omnibus del Caffè Greco, Cesare Bertolla, Carlo Ferrari, Enrico Coleman, Cesare Biseo, Alessandro Morani, Onorato Carlandi, Vincenzo Cabianca, Cesare Pascarella e Alessandro Coleman.
Sgambati accompagnava sovente il gruppo dei pittori nelle loro gite domenicali, nell'Agro Romano e nella Campagna romana. Si meritò il soprannome "cornacchiolo" e, per essere chirurgo, anche "archiatra".
Sgambati era pure il fotografo che seguiva il peregrinare, nelle zone paludose intorno a Roma, del dottor Angelo Celli e del giornalista Giovanni Cena. Nel 1904 il dottor Angelo Celli aveva fondato la "Società per gli studi contro la malaria", come aiuto alla distribuzione del chinino di Stato attraverso gli spacci per sale e tabacchi. Seguì la creazione dell'ente nazionale Le Scuole per i Contadini dell'Agro Romano e le Paludi Pontine. Un opuscolo di Celli aveva mosso l'interesse della stampa, soprattutto del giornalista Giovanni Cena che iniziò a battersi per l'alfabetizzazione dell'Agro Pontino e per la lotta alla malaria. Al progetto aderì Duilio Cambellotti, che decorò le mura di una scuola elementare rurale.
Aspetti di povertà estrema nelle campagne intorno a Roma ed effetti tragici della malaria entrarono nell'ottica di alcuni artisti tra i XXV della campagna romana. In particolare, s'interessarono a temi sociali e sanitari Giulio Aristide Sartorio, Cesare Bertolla e Giuseppe Raggio, autore di quadri che erano denunce di mala sanità e di lavoro disumano. Si deve a questi e ad altri artisti la diffusione di conoscenze sui drammatici aspetti sociali e sanitari nelle campagne.